# Biuletyn OSW
Biuletyn Ośrodka Studiów Wschodnich – polskie pismo wydawane od 2007 roku poświęcone stosunkom międzynarodowym. Ukazuje się od 2007 roku, wydawcą jest Ośrodek Studiów Wschodnich. Ukazuje się jako tygodnik, zawiera krótkie analizy dotyczące tematów bieżących.